# Welsh International 1957
Die Welsh International 1957 fanden in Barry statt. Es war die 15. Auflage dieser internationalen Meisterschaften von Wales im Badminton.

## Finalresultate
| Disziplin    | Sieger                          | Finalist                     | Ergebnis           |
| ------------ | ------------------------------- | ---------------------------- | ------------------ |
| Herreneinzel | Oon Chong Jin                   | R. Mulvaney                  | 12–15, 15–2, 15–5  |
| Dameneinzel  | Mary O’Sullivan                 | Sheila Ryder                 | 11–8, 11–7         |
| Herrendoppel | Kenneth Derrick A. R. V. Dolman | Oon Chong Jin I. Arasaradnam | 11–15, 15–8, 15–8  |
| Damendoppel  | June Timperley Patricia Dolan   | Sheila Ryder Audrey Marshall | 18–15, 15–6        |
| Mixed        | Oon Chong Jin June Timperley    | Kenneth Derrick S. Lindsay   | 13–15, 15–3, 18–13 |